# Saviolki
Saviolki (russe : Район Савёлки) est un district municipal de Moscou dépendant du district administratif de Zelenograd. 
Constitué le 12 septembre 1991, il fusionna pendant un temps (entre le 4 décembre 2002 et le 1er janvier 2010) avec le district de Matouchkino.

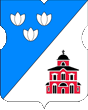
Armes du district
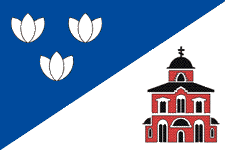
Drapeau du district